# Mieczysław Kawka
Mieczysław Kawka (ur. 27 grudnia 1879 w Krasnymstawie) – pułkownik piechoty Wojska Polskiego.

## Życiorys
Urodził się 27 grudnia 1879 w Krasnymstawie, w ówczesnej guberni lubelskiej, w rodzinie Edmunda i Emilii z Kuligowskich. 
W 1906 ukończył Tyfliską Szkołę Junkrów Piechoty (ros. Тифлисское военное училище) i został wcielony do 204 obojańskiego rezerwowego pułku piechoty (ros. 204-й Пехотный Резервный Обоянский полк).
1 stycznia 1909, w stopniu podporucznika pełnił służbę w 24 Wschodniosyberyjskim Pułku Strzelców (ros. 24-й Восточно-Сибирский стрелковый полк) w Chabarowsku. W czasie I wojny światowej, jako sztabskapitan, a następnie kapitan, walczył w szeregach 4 Finlandzkiego Pułku Strzelców (ros. Финляндский 4-й стрелковый полк). 16 sierpnia 1916 został ranny.
Od 27 czerwca 1920 dowodził 19 Pułkiem Piechoty w czasie ciężkich walk odwrotowych. 1 czerwca 1921 został wykazany jako pułkownik w 19 pp. 3 maja 1922 został zweryfikowany w stopniu podpułkownika ze starszeństwem z 1 czerwca 1919 i 63. lokatą w korpusie oficerów piechoty, a jego oddziałem macierzystym był nadal 19 pp. 8 maja 1922 minister spraw wojskowych zezwolił mu „korzystać tytularnie ze stopnia pułkownika”. Później został przeniesiony do 43 Pułku Piechoty i przydzielony do Powiatowej Komendy Uzupełnień Dubno na stanowisko komendanta. W marcu 1927 został przydzielony do Powiatowej Komendy Uzupełnień Toruń na stanowisko komendanta. 1 stycznia 1928 został mianowany pułkownikiem ze starszeństwem z 1 stycznia 1928 i 3. lokatą w korpusie oficerów piechoty. W listopadzie 1928 został przeniesiony służbowo do Dowództwa Okręgu Korpusu Nr VIII w Toruniu na stanowisko pełniącego obowiązki inspektora poborowego. W lutym 1929 został zwolniony z zajmowanego stanowiska i oddany do dyspozycji dowódcy Okręgu Korpusu Nr VIII, a z dniem 31 grudnia tego roku przeniesiony w stan spoczynku. Jako osadnik wojskowy otrzymał ziemię we wsi Krzywucha, w gminie Dubno województwa wołyńskiego. 
W 1934, jako oficer stanu spoczynku pozostawał w ewidencji PKU Dubno. Posiadał przydział do Oficerskiej Kadry Okręgowej Nr II. Był wówczas „przewidziany do użycia w czasie wojny”.

## Odznaczenia
- Krzyż Walecznych[17]
- Medal Niepodległości – 16 marca 1937 „za pracę w dziele odzyskania niepodległości”[18]
- Medal Zwycięstwa[17]
- Order Świętego Stanisława 2. stopnia z mieczami – 22 marca 1915[4]
- Order św. Anny 2. stopnia z mieczami[4]
- Order św. Anny 3. stopnia z mieczami i kokardą – 1915[4]
- Broń Świętego Jerzego – 29 maja 1916[4]